# Cinobrasta ploskocevka
Cinobrasta ploskocevka (znanstveno ime Trametes cinnabarina) je gliva iz rodu ploskocevk (Trametes). Prej je bila znana kot cinobrasti drobnoluknjičar (Pycnoporus cinnabarinus), dokler niso leta 2019 s pomočjo molekularne analize ugotovili, da spada v rod ploskocevk.

## Značilnosti
Klobuk je poličaste oziroma polkrožno ploščate oblike in ima v premeru od 3 do 10 cm.
Na stičišču s podlago je debelejši in lahko doseže do 3 cm, proti robu pa se zoži na komaj centimeter. Je zelo izrazite rdeče ali oranžne barve, površina je gola ali rahlo kosmata, s težko opaznimi rastnimi kolobarji. Rob je običajno zaobljen in podobne barve kot preostali del gobe. Večinoma rastejo posamično, včasih pa jih je več razporejenih v stopničaste police.
Trosovnica je podobno vpadljive barve kot zgornji del klobuka, z majhnimi in gostimi porami (do 3 na mm). Večinoma so zaobljene, čeprav so včasih pri starejših goba podolgovate ali celo nekoliko oglate.
Beta nima, klobuk je pritrjen neposredno na podlago.
Meso je debelo, svetlo oranžne barve in precej trdo. Nima posebnega vonja ali okusa.

## Razširjenost in življenjski prostor
Raste na štorih in odlomljenih vejah listavcev, kot sta bukev ali hrast. Pojavlja se lahko skoraj kadar koli v letu, a je redka.

## Mikroskopske značilnosti
Trosni odtis je bele barve. Trosi so rahlo ukrivljeni, klobasasti, gladki, amiloidni in merijo 5–6 x 2–2,5 μm.

## Podobne vrste
Zaradi žive barve in luknjičaste trosovnice, jo je enostavno prepoznati, kljub temu, pa jo nekateri opazovalci zamenjajo s podobnimi lesnimi gobami, ki imajo na klobukih tudi rdečkaste odtenke:
- smrekova kresilača (fomitopsis pinicola)
- cimetasti mehkopor (Hapalopilus rutilans)
- bliskov gostoluknjičar (Pycnoporellus fulgens)
- sršati luknjač (Inonotus hispidus)
- jetrasta cevača (Fistulina hepatica)
- dišeča tramovka (Gloeophyllum odoratum)
- rdečeča zvitocevka (Daedaleopsis confragosa)

## Uporabnost
Neužitna.

## Galerija slik
- trosovnica
- trosi